# Voor-Indische reuzeneekhoorn
De Voor-Indische of Indiase reuzeneekhoorn (Ratufa indica)  is een zoogdier uit de familie van de eekhoorns (Sciuridae). De wetenschappelijke naam van de soort werd voor het eerst geldig gepubliceerd door Erxleben in 1777.

## Kenmerken
Deze eekhoorn heeft een enorme pluimstaart, die langer is dan de kop en romp samen. De vacht op de rugzijde is bruin, zwart of donkerrood, die op de buik witachtig. De kop en de poten hebben een roodbruine kleur. De lichaamslengte bedraagt 35 tot 40 cm, de staartlengte 35 tot 60 cm en het gewicht 1,5 tot 2 kg.

## Leefwijze
Zijn voedsel bestaat uit vruchten, noten, bast, insecten en eieren. Tijdens het eten zit het dier op zijn achterpoten, iets naar voren overhellend, gebruik makend van zijn staart als tegenwicht. Deze eekhoorn is zeer waakzaam en wantrouwend ten opzichte van zijn omgeving. Tijdens het voedsel zoeken overbrugt het afstanden van 6 meter van de ene naar de andere tak.

## Verspreiding
Deze solitaire of in paren levende soort komt voor in tropische bossen in Zuid-Azië, met name in India.